# Конвой JW 57

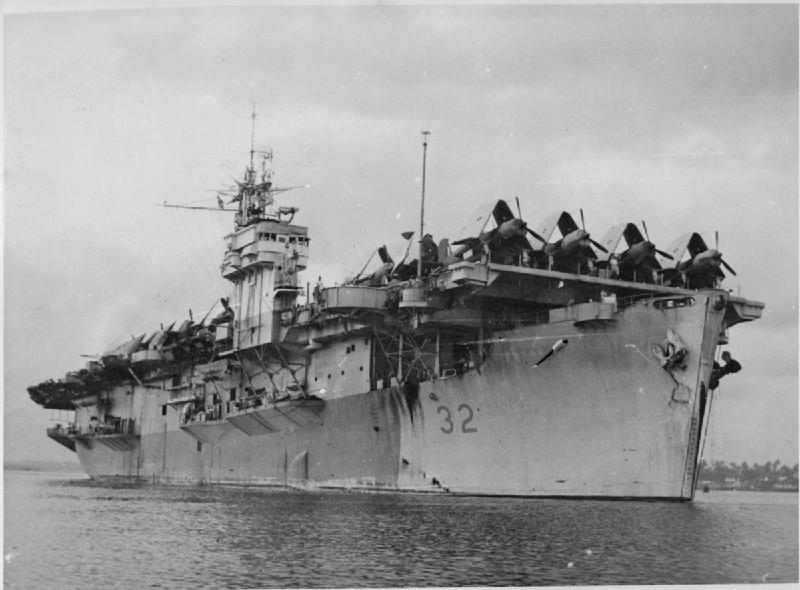
HMS Chaser

Конвой JW 57 — арктичний конвой, який з Великої Британії послали західні союзники для допомоги Радянському Союзу під час Другої світової війни. Він проплив у лютому 1944 року, досягнувши північних радянських портів наприкінці місяця. Всі кораблі надійшли благополучно. Протягом кількох днів «JW 57» атакували німецькі підводні сили; під час цієї операції одне судно ескорту було затонуло, а два U-човни були знищені.

## Кораблі
Конвой складався з 45 торговельних кораблів, які вирушили з затоки Лох Ю на заході Шотландії 20 лютого 1944 року. Близький ескорт забезпечувався силою на чолі з комондором І. Дж. Тайсоном у есмінці «Кеппель» із трьома іншими есмінцями та чотирма корветами. Силу підтримували океанський ескорт із 14 есмінців під керівництвом віцеадмірала І. Г. Гленні з крейсером «Блек Принс», а також ескортний авіаносець «Чейсер» із супроводом двох есмінців та двох фрегатів. Конвой спочатку супроводжував місцева група ескортів з Британії, а згодом приєдналася місцева ескортна група з Мурманська. Не було великих корабельних сил, які забезпечували б віддалене прикриття, оскільки єдиний важкий німецький корабель в Арктиці, «Тірпіц», все ще був небоєздатний після нападу британських підводних човнів, але його супроводжували крейсерські сили в складі «Бервік» і «Джамайка» конвой, щоб захистити від нападу більш дрібних поверхневих одиниць.
JW 57 виступив проти U-човен із 14 човнів, розташованих у двох патрульних лініях з кодовою назвою Вервольф (10 човнів) та Хартмут (4 човни).

## Дія
«JW 57» відправився з Шотландію 20 лютого 1944 року, в супроводі свого місцевого ескорту, тральщика «Rattlesnake» і трьох інших, та двома корветів. Близький ескорт приєднався того ж дня.
22 лютого їх зустрів океанський супровід, «Чейсер» та його група, а місцевий ескорт повернувся.
23 лютого конвой був помічений німецьким розвідувальним літаком, який був атакований літаками Martlets з «Чейсера».
24 лютого підводні човни вийшли на контакт, але не вдалися до своїх атак, тоді як U-713 затонув у контратаці «Кеппеля», за допомогою літаків Swordfish з «Чейсера».
25 лютого човни знову здійснили атаку, і в цей день U-990 торпедував есмінець  «Махрата». Він швидко затонув, втративши більшість свого екіпажу; було 17 постраждалих. Також 25 лютого «Каталіна» з Суллом-Воя напала і знищила U-601.
Надалі конвой «JW 57» не зазнав втрат і успішно дійшов до Кольської затоки 28 лютого.

## Висновок
Всі 45 кораблів дістались благополучно, незважаючи на рішуче протистояння з боку U-boats, і два U-boats були знищені. Однак втрата «Махратта» відчутно відчувалася серед людей ескортної сили, зіпсувавши радість від перемоги.